# Kedungbulus (Gembong)
Kedungbulus is een bestuurslaag in het regentschap Pati van de provincie Midden-Java, Indonesië. Kedungbulus telt 2265 inwoners (volkstelling 2010).